# Chirotica ruficoxa
Chirotica ruficoxa är en stekelart som beskrevs av Horstmann 1983. Chirotica ruficoxa ingår i släktet Chirotica och familjen brokparasitsteklar. Inga underarter finns listade i Catalogue of Life.